# Świelub
Świelub – staropolskie imię męskie, złożone z członu Wsze- ("wszystek, każdy, zawsze") w wersji nagłosowej Świe- oraz członu -lub ("luby, kochany").
Może oznaczać "ten, co lubi wszystkich, wszystko".
Świelub imieniny obchodzi 20 sierpnia.